# Margaretha von Venningen

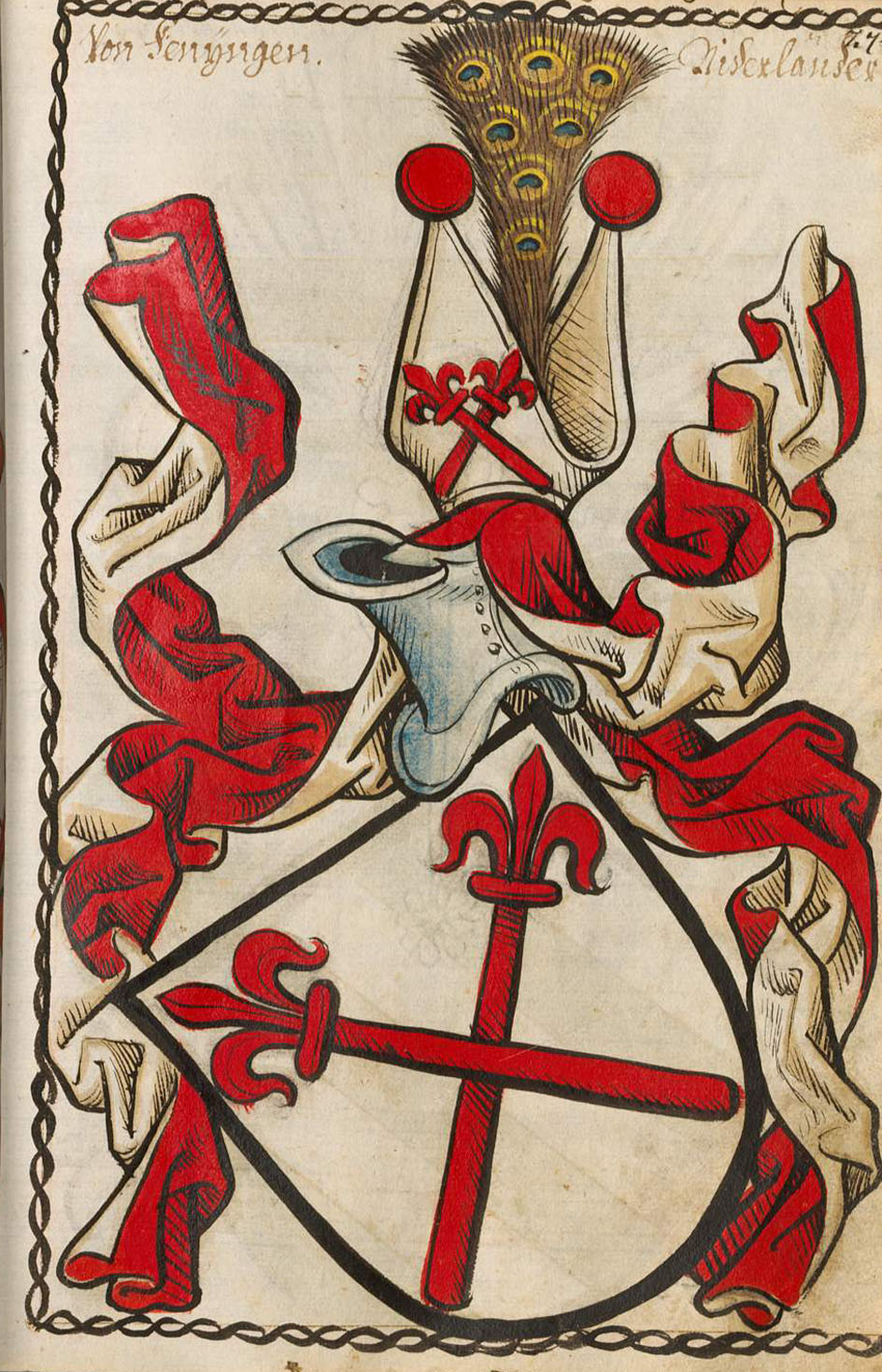
Familienwappen im Scheiblerschen Wappenbuch

Margaretha von Venningen († 25. April 1505 in Kerzenheim, Rosenthalerhof) war eine Adelige aus dem Geschlecht der Herren von Venningen und Äbtissin des Zisterzienserinnenklosters Rosenthal (Pfalz).

## Abstammung und Familie
Sie wurde geboren als Tochter des Siegfried von Venningen und seiner Gattin Brigitta geb. von Enslingen. Ihre Brüder waren der Speyerer Domherr Siegfried von Venningen und Florenz von Venningen (1466–1538), Kanzler der Kurpfalz, dessen Tochter Veronika sich mit Philipp von Bettendorf verband, dem Bruder des späteren Wormser Bischofs Dietrich von Bettendorf. Margarethas Schwester Brigitta ehelichte Albrecht von Ehrenberg. Aus dieser Verbindung stammten ihre Neffen Heinrich von Ehrenberg († 1540), Domherr in Speyer bzw. Mainz und Johannes von Ehrenberg († 1544), Domdekan in Mainz und Speyer, sowie Speyerer Dompropst und Rektor der Universität Heidelberg.

## Leben und Wirken

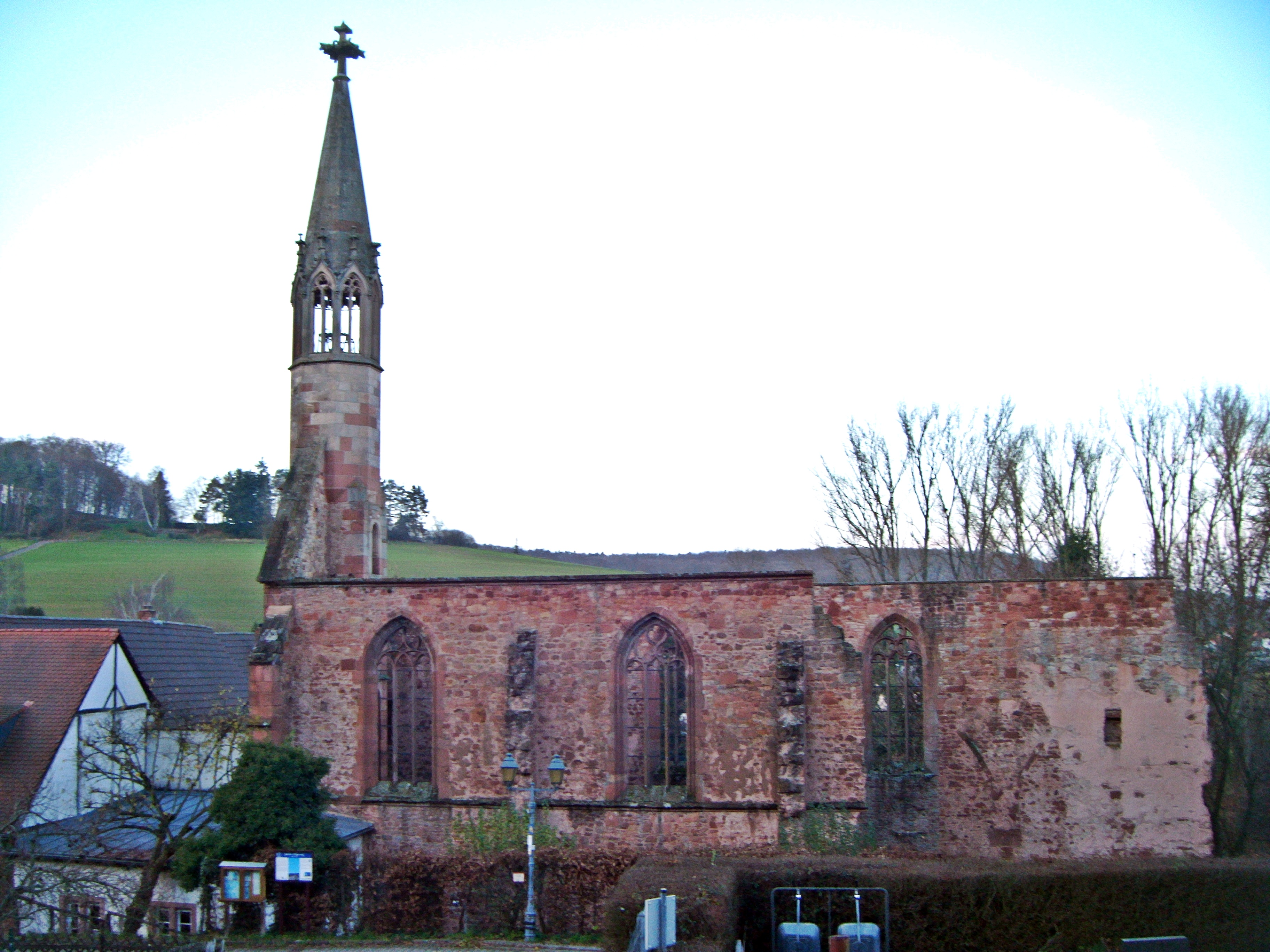
Die unter Äbtissin Margaretha von Venningen umgebaute Klosterkirche mit Fialtürmchen

Margaretha von Venningen wurde Zisterzienserin im Kloster Rosenthal bei Grünstadt. 1485 wählte man sie dort als übernächste Nachfolgerin der Anna von Lustadt zur 11. Äbtissin. Sie reformierte mit Unterstützung des Wormser Bischofs Johann III. von Dalberg († 1503) das klösterliche Leben des Konvents, verschärfte die Eintrittskriterien, vermehrte durch gute Wirtschaft die Klostergüter und ließ die Klosterkirche im spätgotischen Stil umbauen, so wie sie noch heute als Ruine existiert. Dabei entstand auch der bekannte Fialturm des Gotteshauses, jetzt das Wahrzeichen von Rosenthal. Außerdem erwarb sie für den Konvent ein Hofgut in Dorn-Dürkheim. 
Die Äbtissin starb 1505 im Kloster und wurde dort beigesetzt. Zu ihrer Nachfolgerin wählte man Barbara Göler von Ravensburg († 1535), die Schwester des Speyerer Domherrn David Göler von Ravensburg († 1539). 
Margaretha von Venningen gilt als eine der bedeutendsten Äbtissinnen in der Rosenthaler Geschichte. Das Nekrologium nennt sie „Reformatrix monasterii“ (die Klostererneuerin).